# Priapulopsis australis
Priapulopsis australis är en djurart som tillhör fylumet snabelsäckmaskar, och som först beskrevs av de Guerne 1886.  Priapulopsis australis ingår i släktet Priapulopsis och familjen Priapulidae. Inga underarter finns listade i Catalogue of Life.